# Euphorbia fascicaulis
Euphorbia fascicaulis ist eine Pflanzenart aus der Gattung Wolfsmilch (Euphorbia) in der Familie der Wolfsmilchgewächse (Euphorbiaceae).

## Beschreibung
Die sukkulente Euphorbia fascicaulis entspringt aus einer fleischigen und knolligen Wurzel mit vielen, eng stehenden Trieben, die bis 20 Zentimeter lang werden. Die stielrunden und bis 1,5 Zentimeter dicken Triebe bilden Büschel mit einem Durchmesser bis 30 Zentimeter aus. An den Trieben sind in drei locker angeordneten spiraligen Reihen im Abstand von 1 Zentimeter zueinander mehr oder weniger vorstehende Zähne angeordnet. Die dreieckigen Dornschildchen werden bis 4,5 Millimeter groß und stehen einzeln. Es werden Dornen mit einer Länge von 2 bis 14 Millimeter ausgebildet.
Der Blütenstand besteht aus einzelnen und einfachen Cymen, mit einem männlichen Cyathium im Zentrum und zwei bis vier zwittrige Cyathien seitlich. Die sitzenden Cyathien erreichen einen Durchmesser von 5 Millimeter. Die rechteckigen Nektardrüsen sind gelb gefärbt und berühren sich. Über die Früchte und Samen ist nichts bekannt.

## Verbreitung und Systematik
Euphorbia fascicaulis ist im Nordosten von Somalia auf Kalksteinfelsen und gipshaltigen Böden mit offener und immergrüner Waldvegetation in Höhenlagen von 1500 bis 2000 Meter verbreitet.
Die Erstbeschreibung der Art erfolgte 1977 durch Susan Carter Holmes.